# Saritschne (Kramatorsk)
Saritschne (ukrainisch Зарічне; russisch Заречное Saretschnoje) ist eine Siedlung städtischen Typs im Osten der Ukraine in der Oblast Donezk mit etwa 2600 Einwohnern.

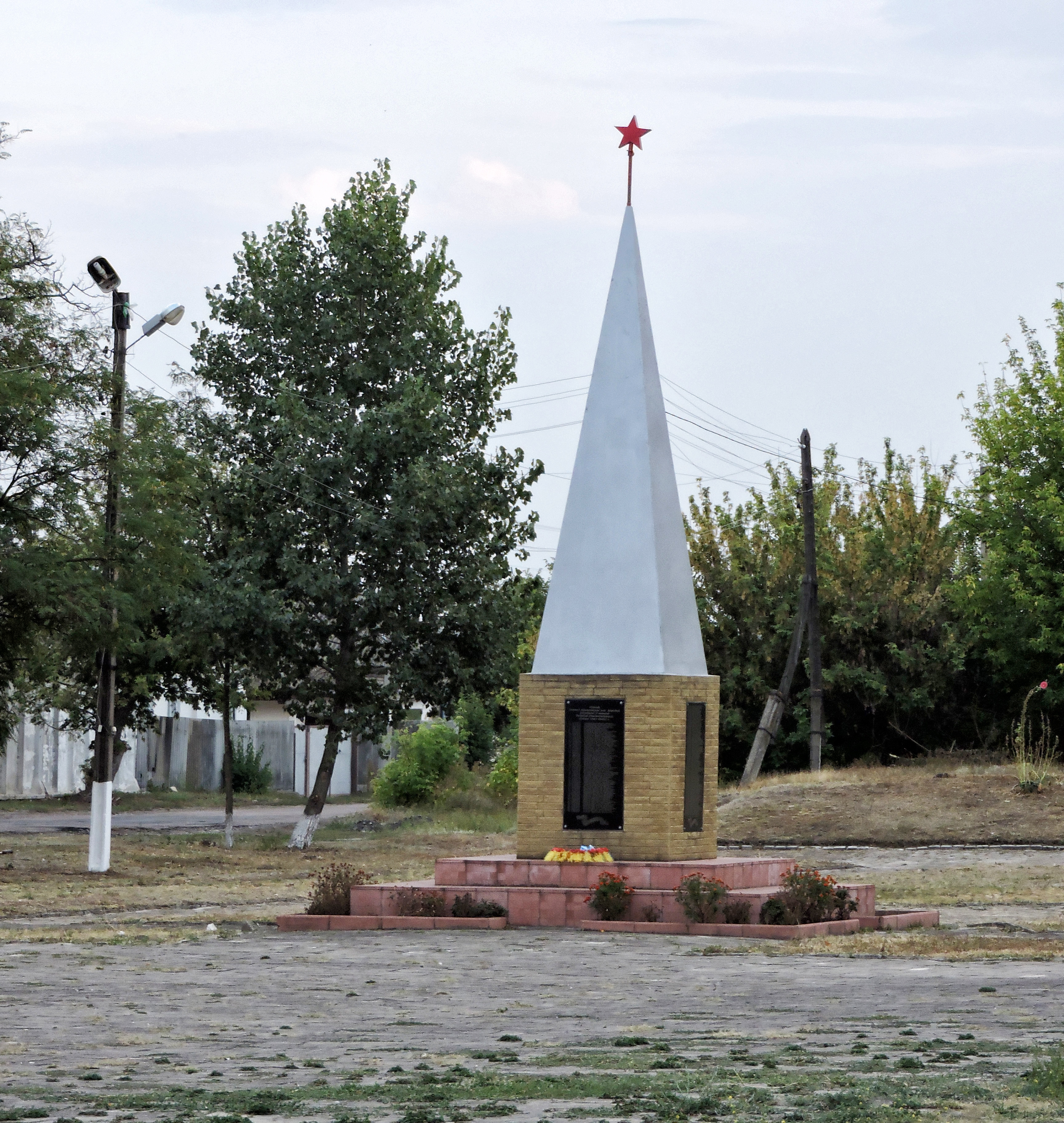
Denkmal im Ort

Die Siedlung befindet sich am Ufer des Scherebez (Жеребець) im Osten des ehemaligen Rajons Lyman, etwa 10 Kilometer nordöstlich vom ehemaligen Rajonszentrum Lyman und 117 Kilometer nördlich vom Oblastzentrum Donezk.
Der Ort wurde 1734 durch den Zusammenschluss zweier Chutor-Höfe gegründet und trug bis 1940 den Namen Popowka/ Попівка Popiwka. Er erhielt 1938 den Status einer Siedlung städtischen Typs, bis 1964 hatte er den Namen Kirowe (Кірове) und bis zum 4. Februar 2016 den offiziellen Namen Kirowsk (ukrainisch Кіровськ; russisch Ки́ровск).
Am 23. Juli 2015 wurde die Siedlung ein Teil der Stadtgemeinde Lyman; bis dahin bildete sie zusammen mit dem Dorf Torske die Siedlungsratsgemeinde Kirowsk (Кіровська селищна рада / Kirowska selyschtschna rada) im Osten des Rajons Lyman.
Seit dem 17. Juli 2020 ist sie ein Teil des Rajons Kramatorsk.